# Phanomorpha acrocapna
Phanomorpha acrocapna är en fjärilsart som beskrevs av Turner 1915. Phanomorpha acrocapna ingår i släktet Phanomorpha och familjen Crambidae. Inga underarter finns listade i Catalogue of Life.